# Doživjeti stotu
Doživjeti stotu peti je studijski album sarajevskog rock sastava Bijelo dugme, koji izlazi u prosincu 1980.g. Album je značajan po tome što je sastav promijenio pravac u glazbenom stilu i umjesto dosadašnjeg hard rocka okreću se novom valu.
Album Doživjeti stotu, bio je pripreman i objavljen nakon smrti doživotnog predsjednika bivše Jugoslavije Josipa Broza Tita, koji je umro 4. svibnja 1980.g. Nakon njegove smrti u čitavoj državi su radi žalosti bile smanjene sve zabavne aktivnosti.
Materijal za album bio je pripreman u kući Gorana Bregovića na Jahorini, prije samog snimanja koje je počelo 6. listopada 1980.g. u "Studiju 4" radio Beograda. Dva mjeseca kasnije objavljuju dvostruki singl sa skladbama "Dobro vam jutro Petrović Petre" / "Na zadnjem sjedištu moga auta". Skladba "Dobro vam jutro Petrović Petre" odmah po objavljivanju je zabranjena za radijsko emitiranje zbog stiha "...sve u finu materinu...", za koji su neki smatrali da je neprikladan, posebno u osjetljivom vremenu nakon Titove smrti. Također je bilo dosta pritužbi na omot albuma koji je napravio Mirko Ilić, a prikazivao je plastičnu operaciju. Na albumu se nalazi deset skladbi, producent je Goran Bregović, a objavljuje ga diskografska kuća "Jugoton".
Početkom 1980-ih godina na jugoslavensku rock scenu dolazi novi val, koji je postajao sve popularniji. Bregovićev odgovor na to je album Doživjeti stotu, na kojemu se nalaze skladbe "Ha ha ha" i "Tramvaj kreće" u kojima mijenja aranžmane starih pjesmama i nastoji da zvuče što modernije. U skladu sa stilom koji donosi novi val, članovi sastava krate kosu i Željko Bebek brije brkove. Turneja započinje u Sarajevu, a završava u zagrebačkom klubu Kulušić gdje snimaju drugi koncertni album.

## Popis pjesama

### A-strana
1. "Doživjeti stotu"
2. "Lova" - (stihovi: Duško Trifunović i Goran Bregović)
3. "Tramvaj kreće (ili kako biti heroj u ova šugava vremena)"
4. "Hotel, motel"
5. "Pjesma mom mlađem bratu (iz Niša u proljeće '78.)"

### B-strana
1. "Čudesno jutro u krevetu gđe Petrović"
2. "Mogla je biti prosta priča"
3. "Ha, ha, ha"
4. "Zažmiri i broj"
5. "Pristao sam biću sve što hoće" - (stihovi: Duško Trifunović)

## Izvođači
- Goran Bregović - električna gitara
- Željko Bebek - vokal
- Zoran Redžić - bas gitara
- Điđi Jankelić - bubnjevi
- Vlado Pravdić - klavijature
- Jelenko Milaković - udaraljke
- Jovan Maljoković, Paul Pignon - saksofon
- Predrag Kostić - truba

### Produkcija
- Producent - Goran Bregović
- Dizajn - Mirko Ilić
- Projekcija - Rade Ercegovac
- Fotografija - Željko Stojanović

## Vanjske poveznice
- discogs.com - Bijelo Dugme - Doživjeti Stotu